# Ruta Estatal de Alabama 55
La Ruta Estatal de Alabama 55, y abreviada SR 55 (en inglés: Alabama State Route 55) es una carretera estatal estadounidense ubicada en el estado de Alabama, cruza los condados de Covington, Conecuh y Butler. La carretera inicia en el Sur desde la FL 85  en la línea estatal con el estado de Florida cerca de Florala, AL sigue en sentido Norte hasta finalizar en la US 35     en McKenzie. La carretera tiene una longitud de 79,55 km (49.43 mi).

## Mantenimiento
Al igual que las autopistas interestatales, y las rutas federales y el resto de carreteras estatales, la Ruta Estatal de Alabama 55 es administrada y mantenida por el Departamento de Transporte de Alabama por sus siglas en inglés ALDOT.

## Cruces
La Ruta Estatal de Alabama 55 es atravesada principalmente por los siguientes cruces:
- US 331     en Florala
- US 29 en Andalusia
- US 84 en Andalusia